# IC 108
IC 108 ist eine Spiralgalaxie vom Hubble-Typ Sa im Sternbild Walfisch am Südsternhimmel. Sie ist schätzungsweise 705 Millionen Lichtjahre von der Milchstraße entfernt und hat einen Durchmesser von etwa 185.000 Lj.
Im selben Himmelsareal befinden sich u. a. die Galaxien IC 98 und IC 99.
Das Objekt wurde am 3. November 1891 vom französischen Astronomen Stéphane Javelle entdeckt.